# Sphagnum schofieldii
Sphagnum schofieldii är en bladmossart som beskrevs av H. Crum 1984. Sphagnum schofieldii ingår i släktet vitmossor, och familjen Sphagnaceae. Inga underarter finns listade i Catalogue of Life.